# Pieter van Laer

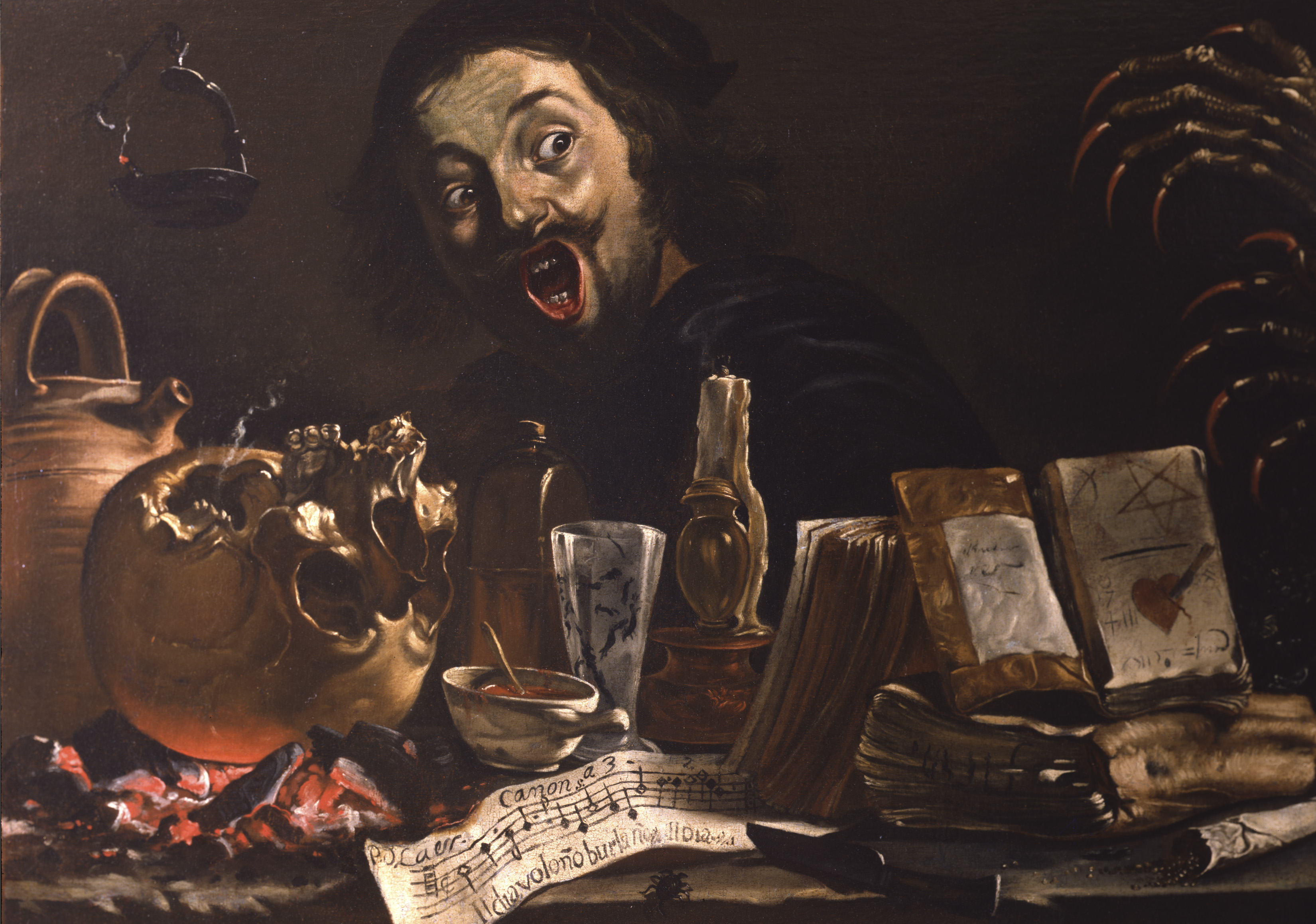
Selbstporträt, 1635–1637, The Leiden Collection

Pieter Bodding van Laer oder Pietro Vuandher (* 1599 oder 1613 in Laaren bei Haarlem; † 1642 ebenda) war ein holländischer Maler und Kupferstecher. Er lebte für mehr als ein Jahrzehnt in Rom und war bekannt für seine Genreszenen, Tierbilder und Landschaften in der Umgebung von Rom. Il Bamboccio war sein Spottname.

## Leben
Laer könnte evtl. ein Schüler von Esaias van de Velde gewesen sein. Nach einer Studienreise durch Frankreich ging er zusammen mit seinem Bruder Roelant nach Italien und ließ sich in Rom nieder. Es ist davon auszugehen, dass van Laer bereits vor seiner Abreise nach Rom 1625/26 mit der Vielfalt des Soldatenthemas, also des militärischen Genre, vertraut war. Thematisch blieb van Laer seiner Herkunft treu; sein Stil zeigt aber bald den Einfluss der neuen künstlerischen Umgebung. Die Beliebtheit seiner Werke gründet vor allem in seinem geistreich-ironischen Spiel mit dem heroisch-antikisierenden Bildgut.
In Rom machte er einerseits die Bekanntschaft der Maler Claude Lorrain, Nicolas Poussin und Joachim von Sandrart. Andererseits begründete Laer aber auch den Stil der Bambocciade, benannt nach seinem Äußeren („bamboccio“ = Lumpenpuppe). Kollegen, wie Michelangelo Cerquozzi, Viviano Codazzi oder Michiel Sweerts konnten sich für diese zum Teil sehr derben Szenen aus dem Volksleben begeistern.

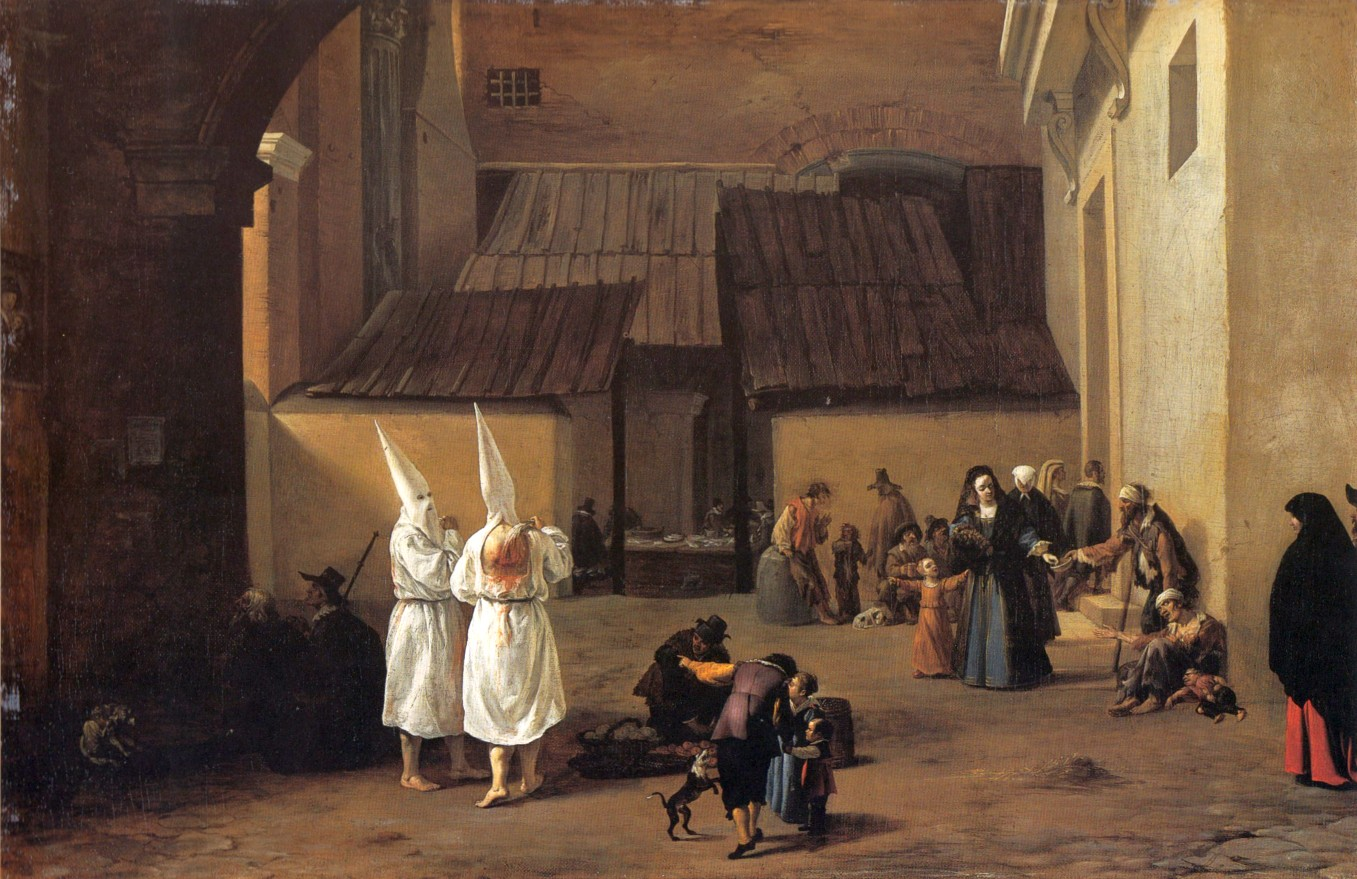
Flagellanten

Nach 16-jährigem Aufenthalt in Italien kehrte er 1639 nach Haarlem zurück. Dort starb er dann 1642.
Neben seinen Ölgemälden, welche fast zur Gänze dem Stil der Bambocciade zugeschrieben werden, sind auch noch ungefähr 20 Radierungen bekannt. In diesen finden sich die Sujets ebenfalls in ländlichen Szenen, aber mit dem Schwerpunkt auf Tiere.

## Werke (Auswahl)
- Mann mit einem Schimmel
- Überfall auf einen Warentransport, 1636/38, Öl auf Leinwand, 74 × 98 cm, Neapel, Banco Popolare di Verona e Novara
- Heimkehr von der Weide
- Der große Kalkofen
- Banditenhöhle
- Reiter vor der Marketenderei